# Microstrophia nana
Microstrophia nana é uma espécie de gastrópode  da família Streptaxidae.
É endémica da Maurícia.